# Jaworzno Szyb Sobieski
Jaworzno Szyb Sobieski – zlikwidowany przystanek osobowy w jaworznickiej dzielnicy Bory-Sobieski, w województwie śląskim. Znajdował się na terenie obecnego Zakładu Górniczego „Sobieski”. Usytuowany był w kilometrze 9,378 rozebranego fragmentu linii kolejowej Jaworzno Szczakowa – Bolęcin między przystankiem Jaworzno Azot a przystankiem Bory. Przystanek obsługiwał pasażerskie, lokalne połączenia kolejowe w relacjach Jaworzno Szczakowa – Bolęcin – Sucha Beskidzka.

## Posterunek bocznicowy Sobieski
Zasadniczą funkcją doprowadzonej do kopalni linii kolejowej była obsługa ruchu towarowego do zakładu górniczego. Po przełożeniu dotychczasowego szlaku kolejowego od ładowni kopalni Domsa do stacji Jaworzno w bezpośrednie sąsiedztwo kopalni, utworzono tu posterunek bocznicowy w tym samym czasie co przystanek.
Współcześnie posterunek ruchu w dalszym ciąg obsługuje zakład i stanowi końcowy punk linii kolejowej nr 203a. Dąbrowa (M-B) – Sobieski Sbs – ZG Sobieski (TAURON Wydobycie), której zarządcą jest  Infra SILESIA S.A. Z posterunku odgałęziają się następujące bocznice: Kamień ZG Sobieski, Węgiel ZG Sobieski oraz tor bocznicowy do Zakładów Chemicznych Organika-Azot.